# 2025 en sport

## Principaux événements sportifs de l'année 2025

### Par dates(date de début)
- x

#### Janvier
- Du 3 au 5 janvier : Championnats de France de cyclisme sur piste qui se déroulent sur le vélodrome de Bretagne à Loudéac[1].
- Du 3 au 17 janvier : 47e édition du Rallye Dakar disputé en Arabie saoudite.
- Du 11 au 12 janvier : Championnats de France de cyclo-cross qui se déroulent à Pontchâteau[2].
- Du 12 au 19 janvier : 51e édition des Masters de snooker[3].
- Du 12 au 26 janvier : 113e édition de l'Open d'Australie qui a lieu à Melbourne, en Australie.
- Du 14 janvier au 2 février : 29e édition du mondial de handball masculin qui a lieu en Norvège, au Danemark et en Croatie[4]
- Du 17 au 19 janvier : 28e édition des championnats d'Europe de patinage de vitesse sur piste courte 2025 qui se déroule à Dresde en Allemagne.
- À partir du 23 janvier : début de la 53e édition du championnat du monde des rallyes.
- Du 27 janvier au 2 février : 116e édition des championnats d'Europe de patinage artistique qui ont lieu à la patinoire de Tondiraba de Tallinn en Estonie.
- Du 29 janvier au 2 février : 32e édition des championnats d'Europe de biathlon qui se déroule à Martell-Val Martello en Italie.
- Du 30 janvier au 14 mars : 18e édition du Tournoi des Six Nations des moins de 20 ans en Europe.
- Du 31 janvier au 15 mars : 131e édition du Tournoi des Six Nations en Europe.

#### Février
- Du 4 au 16 février : 48e édition des championnats du monde de ski alpin qui a lieu à Saalbach en Autriche.
- Du 5 au 8 février : 53e édition des championnats du monde de luge qui se déroule à Whistler au Canada.
- Du 12 au 16 février : 16e édition des championnats d'Europe de cyclisme sur piste qui a lieu à Heusden-Zolder, en Belgique.
- Du 12 au 23 février : 60e édition des championnats du monde de biathlon qui a lieu à Lenzerheide, en Suisse.
- Le 16 février : 28e édition du championnat d'Europe de badminton par équipes mixtes qui se tient à Bakou[5] en Azerbaïdjan.
- Du 17 au 23 février : 21e édition des championnats d'Europe de tir à l'arc en salle qui se déroulent à Samsun, en Turquie[6].
- À partir du 21 février : début de la 38e édition du championnat du monde de Superbike.
- À partir du 21 février : début de 13e édition du championnat du monde d'endurance.
- Du 26 février au 9 mars : 54e édition des championnats du monde de ski nordique qui a lieu en Norvège dans la ville de Trondheim.
- À partir du 28 février : début de la 77e édition du championnat du monde de vitesse moto.

#### Mars
- Du 6 au 16 mars :  début de la 68e édition des championnats du monde IBSF qui se déroulent à Lake Placid (États-Unis) sous l'égide de la Fédération internationale de bobsleigh et de tobogganing (IBSF)[7].
- À partir du 13 mars : début de la 59e édition du championnat de France des rallyes.
- Á partir du 14 mars : début de la 76e édition du championnat du monde de Formule 1.
- Du 14 au 16 mars : début des championnats du monde de patinage de vitesse sur piste courte qui a lieu à Pékin en Chine.
- Du 18 au 30 mars : 20e édition des championnats du monde de ski acrobatique qui se déroule dans la région d'Engadine en Suisse.
- Du 20 au 29 mars : 16e édition des championnats du monde de snowboard et 20e des championnats du monde de ski acrobatique 2025 qui se déroulent en Engadine dans les Alpes suisses[8] qui sont organisés conjointement comme c'est le cas depuis 2013.
- Du 21 au 23 mars : 20e édition des Mondiaux d'athlétisme en salle qui se déroule en à Nankin, en Chine.
- 22 mars : 116e édition de Milan-San Remo dans le Nord-Ouest de l'Italie.
- Du 22 mars au 26 avril : 30e édition du Tournoi des Six Nations féminin en Europe.
- Du 24 au 30 mars : 114e édition des Mondiaux de patinage artistique qui a lieu au TD Garden de Boston aux États-Unis.
- Du 29 mars au 6 avril : 46e édition du championnat du monde féminin de curling qui se déroule à Uijeongbu en Corée du Sud.
- Du 29 mars au 6 avril : 66e édition du championnat du monde masculin de curling qui se déroule à Moose Jaw dans la province du Saskatchewan au Canada.

#### Avril
- 6 avril : 109e édition du Tour des Flandres qui a lieu en Région flamande en Belgique.
- Du 6 au 13 avril : 118e édition du tournoi de tennis de Monte-Carlo qui a lieu à Roquebrune-Cap-Martin en France.
- 13 Avril : 122e édition de Paris-Roubaix en France.
- Du 4 au 5 avril : 23e édition des championnats du monde de patinage synchronisé qui a lieu  à Helsinki, en Finlande[9].
- Du 8 au 13 avril : 31e édition des championnats d'Europe de badminton qui se déroulent à Horsens, au Danemark[10]
- Du 13 au 21 avril : 103e édition des championnats d'Europe d'haltérophilie à Chișinău en Moldavie.
- Du 16 au 20 avril : 32e édition des championnats d'Europe de gymnastique acrobatique qui ont eu au Centre national sportif et culturel D'Coque à Luxembourg.
- Du 19 avril au 5 mai : 90e édition du championnat du monde de snooker qui se déroule au Crucible Theatre de Sheffield, en Angleterre.
- Du 23 au 27 avril : 39e édition des championnats d'Europe de judo qui ont lieu au Morača Sports Center (en) à Podgorica, en Monténégro[11]. Les épreuves individuels et par équipe mixte sont au programme.
- 27 avril : 111e édition de Liège-Bastogne-Liège qui à lieu en Région wallonne en Belgique.
- Du 27 avril au 4 mai : 19e édition du championnat du monde de badminton par équipes mixtes qui a lieu à Xiamen en Chine.

#### Mai
- Du 1er au 11 mai : 23e édition de la Coupe du monde de beach soccer qui se déroule à Victoria sur l'île principale de Mahé, aux Seychelles[12].
- Du 4 au 10 mai : 11e édition de la Vuelta Femenina.
- Du 4 au 17 mai : 16e édition du championnat d'Europe féminin de football des moins de 17 ans organisé aux Îles Féroé.
- Du 7 mai au 11 mai : 60e édition des championnats d'Europe de karaté qui se déroulent à Erevan, en Arménie.
- Du 9 mai au 25 mai : 88e édition du championnat du monde de hockey sur glace qui a lieu dans les villes de Stockholm et de Herning, respectivement en Suède et au Danemark[13].
- Du 9 mai au 1er juin : 108e édition du Tour d'Italie qui à lieu en Italie en Albanie et en Slovénie.
- Du 14 mai au 18 mai : 26e édition des championnats d'Europe de slalom de canoë-kayak qui se déroule sur l'Île de loisirs de Vaires-Torcy à Vaires-sur-Marne en France.
- Du 17 mai au 25 mai : 69e édition des championnats du monde de tennis de table qui se déroule à Doha, au Qatar.
- Du 19 mai au 1er juin : 41e édition du championnat d'Europe de football des moins de 17 ans qui se déroule en Albanie.
- Du 22 mai au 28 mai : 8e édition des championnats d'Europe de plongeon 2025 au Gloria Sports Arena d'Antalya en Turquie. Ce championnat ne fait pas partie d'un championnat de natation avec toutes les autres disciplines.
- Du 25 mai au 8 juin : 124e édition du tournoi de tennis Roland Garros qui se déroule à Paris en France.
- Du 26 mai au 31 mai : 20e édition des Jeux des petits États d'Europe qui ont lieu en Andorre.
- Du 27 mai au 31 mai : les Championnats d'Europe de gymnastique artistique masculine et féminine qui se déroulent à Leipzig en Allemagne.
- Du 28 mai au 31 mai : 8e édition des championnats d'Europe de nage en eau libre à Stari Grad en Croatie.

#### Juin
- Du 2 au 5 juin : 1e édition des championnats d'Europe de natation artistique qui se déroulent à la piscine olympique de Funchal à Madère.
- Du 4 au 8 juin : 41e édition des championnats d'Europe de gymnastique rythmique qui ont eu lieu à Tallinn, en Estonie.
- Du 4 au 8 juin : 4e édition de la phase finale de la Ligue des nations de l'UEFA qui a lieu à Stuttgart et Munich en Allemagne.
- Du 7 au 15 juin : 5e édition de la coupe d'Afrique féminine de rugby à XV qui est organisée à Antananarivo, à Madagascar.
- Du 11 au 28 juin : 25e édition du championnat d'Europe de football espoirs rassemblant seize équipes nationales masculines européennes des moins de 21 ans en Slovaquie.
- Du 13 au 20 juin : 43e édition des championnats du monde de judo qui a lieu à Budapest en Hongrie[14].
- Du 14 au 19 juin : 38e édition des championnats d'Europe d'escrime qui ont lieu dans le pavillon Jean Nouvel de fiera (it) de Gênes, en Italie.
- Du 14 juin au 6 juillet : 28e édition de la Gold Cup qui rassemble les meilleures équipes masculines d'Amérique du Nord, d'Amérique centrale et des Caraïbes au Canada et aux États-Unis.
- Du 14 juin au 13 juillet : 21e édition de la Coupe du monde des clubs de la FIFA aux États-Unis.
- Du 15 au 22 juin : 88e édition du Tour de Suisse qui se déroule aussi en Italie entre Küssnacht et Emmetten-Stockhütte sur un format de huit étapes.
- Du 15 au 27 juin : 26e édition du championnat d'Europe féminin de football des moins de 19 ans qui se tient en Pologne.
- Du 18 au 29 juin : 40e édition du championnat d'Europe féminin de basket-ball qui se tiend en Italie, en Grèce, en Tchéquie et en Allemagne.
- Du 19 au 22 juin : 35e édition des championnats d'Europe de course en ligne de canoë-kayak qui ont lieu à Račice, en Tchéquie.
- Du 29 juin au 19 juillet : 15e édition du championnat du monde junior de rugby à XV qui a lieu en Italie.

#### Juillet
- Du 2 au 27 juillet : 14e édition du championnat d'Europe féminin de football qui se déroule en Suisse.
- Du 5 au 27 juillet : 112e édition du Tour de France qui à lieu en France.
- Du 11 juillet au 3 août : 22e édition des Championnats du monde de natation qui a lieu à Singapour.
- Du 6 au 13 juillet : 36e édition du Tour d'Italie féminin en Italie.
- Du 25 juillet au 3 août : 27e édition du championnat d'Afrique féminin de basket-ball 2025 qui se déroule à Abidjan en Côte d'Ivoire[15]
- Du 26 juillet au 3 août : 4e édition du Tour de France Femmes qui a lieu en France.
- Du 30 juillet au 3 août : 33e édition des championnats d'Europe de beach-volley qui ont lieu à Düsseldorf en Allemagne.

#### Août
- Du 2 au 3 août : début de la 29e édition des championnats du monde de BMX qui ont lieu à Copenhague au Danemark.
- Du 7 au 17 août : début des 12e Jeux mondiaux qui ont lieu à Chengdu en Chine.
- Du 12 au 24 août : début de la 31e édition du championnat d'Afrique masculin de basket-ball qui a lieu à Moçâmedes et à Luanda en Angola.
- Du 22 août au 7 septembre : début de la 20e édition du championnat du monde féminin de volley-ball qui a lieu en Thaïlande.
- Du 22 août au 27 septembre : 10e édition de la Coupe du monde féminine de rugby à XV qui se déroule en Angleterre.
- Du 23 août au 14 septembre : 80e édition du Tour d'Espagne qui à lieu en Espagne en Italie en France et en Andorre.
- Du 25 au 31 août : 29e édition des championnats du monde de badminton qui a lieu à l'Arena Porte de la Chapelle, à Paris en France.

#### Septembre
- Du 12 au 28 septembre : 21e édition du championnat du monde masculin de volley-ball, organisée aux Philippines.
- Du 13 au 21 septembre : 20e édition des championnats du monde d'athlétisme qui se déroule au Stade national de Tokyo, au Japon[16].
- Du 21 au 28 septembre : 92e édition des Mondiaux de cyclisme sur route qui a lieu à Kigali, au Rwanda.
- Du 21 au 28 septembre : 19e édition des championnats du monde d'escalade qui a lieu à Séoul, en Corée du Sud.
- Du 26 au 28 septembre : 2e édition des championnats du monde de course sur route qui se déroule à San Diego, en Californie[17].

#### Octobre
- 11 octobre : 119e édition du Tour de Lombardie qui a lieu en Lombardie en Italie.

#### Novembre
- Du 14 au 23 novembre : 15e édition des championnats du monde de beach-volley qui se déroule en Australie dans la ville d'Adélaïde[18]
- Du 27 au 30 novembre 2025 : 27e édition des championnats du monde de karaté qui a lieu au Caire, en Égypte[19].

#### Décembre
- Du 27 novembre au 14 décembre : 27e édition du championnat du monde féminin de handball qui se déroule en Allemagne et Pays-Bas.
- 21 décembre 2025 au 18 janvier 2026 : 35e édition de la Coupe d'Afrique des nations au Maroc.

### Par sport

#### Voile
- 10e Vendée Globe.

## Principaux décès
- 1er janvier :
  - Jean-Louis Lalanne, footballeur français.
  - Vittorio Pomilio, basketteur italien.
  - Igor Poznič, footballeur international slovène.
- 2 janvier :
  - Ágnes Keleti, gymnaste hongroise.
  - Werner Leimgruber, footballeur suisse.
  - Ralph Mann, athlète de haies américain.
  - Cristóbal Ortega, footballeur mexicain.
  - Ján Zachara, boxeur tchécoslovaque puis slovaque.
- 3 janvier :
  - Ernesto Gianella, footballeur franco-argentin.
  - Gilbert Van Binst, footballeur international belge.
- 4 janvier :
  - Mohsen Habacha, footballeur et entraîneur tunisien.
  - Arrigo Padovan, coureur cycliste italien.
- 5 janvier :
  - Allister MacNeil, hockeyeur sur glace puis entraîneur canadien.
  - Juan Manuel Villa, footballeur international espagnol.
- 6 janvier :
  - Dwight Foster, hockeyeur sur glace canadien.
  - Dušan Maravić, footballeur franco-serbe.
- 7 janvier :
  - Marcel Barouh, pongiste français.
  - Brian Matusz, joueur de baseball américain.
  - Abdelkader Ould Makhloufi, boxeur algérien.
  - Petya Pendareva, athlète de sprint bulgare.
- 8 janvier : Fabio Cudicini, footballeur italien.
- 9 janvier : 
  - Marius Ciugarin, footballeur roumain.
  - Roger Lebranchu, rameur français.
- 10 janvier : Thelma Hopkins, athlète de saut en hauteur britannique.
- 11 janvier : Tiny Ruys, footballeur et entraîneur de football néerlandais.
- 12 janvier :
  - Peter Brown, joueur de rugby à XV écossais.
  - Darryl Pearce, basketteur australien.
- 13 janvier : 
  - Tony Book, footballeur et entraîneur anglais.
  - Bernd Cullmann, athlète de sprint allemand.
- 14 janvier : Lars Kvant, joueur de squash suédois.
- 15 janvier : 
  - Doug Shapiro, coureur cycliste américain.
  - Gus Williams, basketteur américain.
- 16 janvier :
  - Jacques Guittet, escrimeur français.
  - Dmitri Volkov, nageur soviétique puis russe.
- 17 janvier :
  - Harry Bild, footballeur suédois.
  - Denis Law, footballeur écossais.
- 18 janvier : Jérôme Chevallier, coureur cycliste français.
- 19 janvier :
  - Marcel Bonin, hockeyeur sur glace canadien.
  - Jimmy Calderwood, footballeur écossais.
  - Tom McVie, hockeyeur sur glace puis entraîneur canadien.
  - Jeff Torborg, joueur et manager de baseball américain.
- 20 janvier :
  - Mimi Al Sherbini, footballeur égyptien.
  - Willard Ikola, hockeyeur sur glace américain
  - Fred Newhouse, athlète de haies américain.
- 21 janvier : Keiichi Suzuki, patineur de vitesse japonais.
- 22 janvier : Cornel Oțelea, handballeur puis entraîneur roumain.
- 23 janvier : John Morgan, skipper américain.
- 24 janvier : 
  - Lakhdar Bouyahi, footballeur algérien.
  - Marcel Cerdan Jr, boxeur français.
  - Dimitrios Domazos, footballeur grec.
  - Sara Piffer, coureuse cycliste italienne.
  - Edward Wauters, footballeur belge.
- 25 janvier :
  - Marlène Canguio, athlète de haies française.
  - Greg Bell, athlète de saut en longueur américain.
  - Dražen Dalipagić, basketteur puis entraîneur yougoslave puis serbe.
- 26 janvier : Moses Effiong, footballeur nigérian.
- 27 janvier :
  - Guy Delhasse, footballeur belge.
  - Baldur Preiml, sauteur à ski autrichien.
- 28 janvier :
  - Miranda Cicognani, gymnaste artistique italienne.
  - Arnaldo Gruarin, joueur de rugby à XV français.
  - Galina Minaicheva, gymnaste artistique soviétique puis géorgienne.
- 29 janvier :
  - Denis Devaux, footballeur français.
  - Gianpaolo Grisandi, coureur cycliste italien.
  - Ievguenia Chichkova, patineuse artistique russe
  - Vadim Naumov, patineur artistique russe.
- 30 janvier : 
  - Dick Button, patineur artistique américain.
  - Tomás Oñaederra, coureur cycliste espagnol.
- Date indéterminée : Ian Vermaak, joueur de tennis sud-africain.
- 1er février : Sigi Renz, coureur cycliste allemand.
- 2 février :
  - Ogün Altıparmak, footballeur puis agent de joueurs turc.
  - Friedrich Braun, basketteur brésilien.
  - Jean-Pierre Razat, joueur de rugby à XV français.
- 3 février :
  - Lima, footballeur brésilien.
  - John Shumate, basketteur américain.
  - Yoshio Yoshida, joueur de baseball japonais.
- 5 février :
  - Vito Di Tano, coureur cycliste italien.
  - Alfredo Letanú, footballeur argentin
- 6 février :
  - Virginia Halas McCaskey, dirigeante américaine de football américain.
  - Richard Meredith, hockeyeur sur glace américain.
- 7 février :
  - Jean-Charles Canetti, footballeur français.
  - Toomas Leius, tennis soviétique puis estonien.
- 8 février : Matt Doyle, joueur de tennis américain, naturalisé irlandais.
- 9 février : Miika Elomo, hockeyeur sur glace finlandais.
- 10 février :
  - Jerome Drayton, athlète de fond canadien.
  - Tákis Ikonomópoulos, footballeur grec.
  - David Socha, arbitre américain de football.
- 11 février : Yeóryios Roubánis, athlète de saut à la perche grec.
- 12 février :
  - Ana Ambrazienė, athlète de haies soviétique puis lituanienne
  - Ali Gagarine, footballeur soudanais.
- 13 février :
  - János Dunai, footballeur hongrois.
  - Fethi Heper, footballeur turc.
  - Roger Pohon, footballeur puis entraîneur français.
- 16 février : Luis Estaba, boxeur vénézuélien.
- 17 février :
  - Petr Matoušek, coureur cycliste tchécoslovaque puis tchèque.
  - Volker Roth, arbitre de football allemand.
- 18 février : Marie-Chantal Depetris-Demaille, escrimeuse française.
- 19 février : Kent Bernard, athlète de sprint trinidadien.
- 20 février :
  - Erhard Hofeditz, footballeur et entraîneur allemand.
  - Evan Williams, footballeur écossais.
- 21 février : Yvonne Curtet, athlète de sauts en longueur française.
- 23 février : 
  - Greg Haugen, boxeur américain.
  - Jan Johnson, athlète de sauts à la perche américain.
- 24 février :
  - Kevin Braswell, basketteur américain.
  - Piet van Katwijk, coureur cycliste néerlandais.
- 26 février : 
  - Terrance Johnson, basketteur américain.
  - Hans Pirkner, footballeur autrichien.
- 27 février : Javier Dorado, footballeur espagnol.
- Date indéterminée : Hans Kjeld Rasmussen, tireur sportif danois.
- 1er mars : Tullio Lanese, arbitre de football italien.
- 2 mars : Buvaysar Saytiev, lutteur soviétique puis russe.
- 3 mars : Felicia Țilea-Moldovan, athlète de lancers de javelot roumaine.
- 5 mars :
  - Altin Çuko, footballeur albanais.
  - Claude Hausknecht, footballeur français.
  - Norberto Huezo, footballeur salvadorien.
  - Fred Stolle, joueur de tennis australien.
- 6 mars :
  - Walter Bucher, coureur cycliste suisse.
  - Henri Duez, coureur cycliste français.
  - Domingo Massaro Conley, footballeur puis arbitre chilien.
  - Klaus Richtzenhain, athlète de demi-fond est-allemand puis allemand.
  - Olavi Salonen, athlète de demi-fond finlandais.
- 8 mars : Ella Zeller, pongiste roumaine.
- 9 mars :
  - Aftab Jawaid, joueur de squash pakistanais.
  - Richard McTaggart, boxeur britannique.
  - Akinori Nakayama, gymnaste japonais.
  - Yola Ramírez, joueuse de tennis mexicaine.
- 10 mars : 
  - Natalya Akhrimenko, athlète de lancers de poids soviétique puis russe.
  - Sven Coomer, pentathlète australien.
  - Andreas Kronthaler, tireur sportif autrichien.
- 11 mars :
  - Junior Bridgeman, basketteur américain.
  - Norair Nurikyan, haltérophile bulgare.
- 12 mars :
  - Klaus Kobusch, coureur cycliste allemand.
  - Oliver Miller, basketteur américain.
  - Claude Verret, hockeyeur sur glace canadien.
- 13 mars : Radiša Ilić, footballeur serbe.
- 14 mars : 
  - Peter Hric, coureur cycliste tchécoslovaque puis slovaque.
  - Jean-Claude Kuhnapfel, footballeur français.
  - Jean-Pierre Plet, footballeur français.
- 15 mars : 
  - Doris Fitschen, footballeuse allemande.
  - Esten Gjelten, biathlète norvégien.
  - Slick Watts, basketteur américain.
- 16 mars : 
  - Tomáš Klouček, hockeyeur sur glace tchèque.
  - Bob Long, joueur de foot U.S américain.
  - Gheorghe Vărzaru, joueur de rugby à XV roumain.
- 18 mars :
  - Fiodor Malykhine, hockeyeur sur glace russe.
  - Wlamir Marques, basketteur puis entraîneur brésilien.
- 19 mars : 
  - Calistrat Cuțov, boxeur roumain.
  - Andrija Delibašić, footballeur monténégrin.
- 20 mars : Eddie Jordan, patron d'écurie de Formule 1, pilote automobile, homme d'affaires et commentateur de télévision irlandais.
- 21 mars :
  - George Foreman, boxeur américain.
  - Giancarlo Guerrini, poloïste italien.
  - Kenneth Sims, joueur de foot U.S américain.
- 22 mars :
  - Livingstone Bramble, boxeur christophien.
  - Djamel Menad, footballeur algérien.
  - Alex Wyllie, joueur de rugby à XV néo-zélandais.
- 23 mars : Bogdan Daras, lutteur polonais.
- 25 mars : Juan Aguilera, joueur de tennis espagnol.
- 28 mars :
  - Hennadiy Horbenko, athlète de haies ukrainien
  - Alfredo Mostarda, football brésilien.
- 29 mars : Stefan Hula, skieur de combiné nordique polonais.
- 31 mars :
  - Mark LaForest, hockeyeur sur glace canadien.
  - Frank Laidlaw, joueur de rugby à XV écossais.
- 1er avril : Leandro Domingues, footballeur brésilien
- 3 avril : 
  - Hervé Collot, footballeur puis entraîneur français.
  - Ivan Kley, joueur de tennis brésilien.
  - Amália Sterbinszky, handballeuse hongroise.
- 5 avril :
  - Heikki Hasu, skieur de combiné nordique et fondeur finlandais.
  - Stéphane Krafft, coureur cycliste français.
- 6 avril :
  - Jorge Bolaño, footballeur colombien.
  - Claude Saurel, joueur de rugby à XV puis entraîneur français.
  - Albert Vannucci, footballeur français.
- 7 avril : Raghbir Lal, hockeyeur sur gazon indien.
- 8 avril :
  - Octavio Dotel, joueur de baseball dominicain.
  - Jacqueline Gaugey-Brisepierre, gymnaste artistique française.
  - Manga, footballeur brésilien.
- 9 avril : Rejean Shero, hockeyeur sur glace américain.
- 10 avril :
  - Leo Beenhakker, entraîneur de football néerlandais.
  - Arne Hamarsland, coureur de demi-fond norvégien.
- 12 avril :
  - Christian Chukwu, footballeur puis entraîneur nigérian.
  - Lionel Justier, footballeur français.
  - Abubaker Kaki, athlète de demi-fond soudanais.
- 13 avril : Bob Garretson, pilote automobile américain.
- 14 avril : 
  - Joaquim Galera, coureur cycliste espagnol.
  - Abraham Klein, arbitre de football israélien.
  - Serge Lugier, footballeur français.
- 15 avril : Seán Murphy, joueur de football gaélique irlandais.
- 16 avril : 
  - Aaron Boupendza, footballeur gabonais.
  - Dwayne Collins, basketteur américain.
- 18 avril : Nikola Pokrivač, footballeur international croate.
- 19 avril :
  - Georges Gauby, joueur de rugby à XV et à XIII français.
  - Barry Hoban, coureur cycliste britannique.
  - Fernand Soubie, dirigeant sportif français, président durant trente années du club de rugby à XIII du R.C. Saint-Gaudens.
- 20 avril :
  - Hugo Gatti, footballeur argentin.
  - Albertus Geldermans,  coureur cycliste et directeur sportif néerlandais.
  - Werner Lorant, footballeur puis un entraîneur allemand.
  - Mariya Shubina, kayakiste soviétique puis russe.
- 21 avril : Michel Anglade, joueur de rugby à XV et à XIII français.
- 23 avril :
  - André Bosson, footballeur suisse
  - Tom Brown, joueur américain de football américain et de baseball.
  - Lana du Pont, cavalière de concours complet américaine.
  - Jim Herriot, footballeur écossais.
  - Steve McMichael, joueur américain de football américain.
- 24 avril : Margot Simond, skieuse alpine française.
- 25 avril :
  - Walt Jocketty, directeur-gérant de baseball américain.
  - Noël Minga, footballeur puis entraîneur congolais.
  - Jesse Carlyle Snead, golfeur américain.
- 26 avril :
  - Max Bolkart, sauteur à ski allemand.
  - José Carlos, footballeur puis entraîneur portugais.
  - Éric Frayssinet, joueur de rugby à XIII français.
  - Donato Giuliani, coureur cycliste et directeur sportif italien.
  - Jair, footballeur brésilien.
- 27 avril :
  - Dick Barnett, basketteur américain.
  - Noureddine Hamiti, footballeur algérien.
- 29 avril : Pascal Havet, footballeur français.
- 30 avril : Ferenc Mohácsi, céiste hongrois.
- 1er mai :
  - Andrejs Prohorenkovs, footballeur letton.
  - David Woodfield, footballeur anglais.
- 2 mai :
  - Elisabeth Brown-Miller, hockeyeuse sur glace américaine.
  - Harry Fritz, joueur de tennis canado-américain.
- 4 mai :
  - André Foucher, coureur cycliste français.
  - David Karako, footballeur israélien.
  - Jochen Mass, pilote automobile allemand.
  - Peter McParland, footballeur nord-irlandais.
  - Rafael Rullán, basketteur espagnol.
- 5 mai :
  - Luis Galván, footballeur argentin.
  - Giuseppe Moioli, rameur d'aviron italien.
- 6 mai :
  - Bill McCaw, joueur de rugby à XV néo-zélandais.
  - Enrico Paolini, coureur cycliste et directeur sportif italien.
- 7 mai :
  - Frank Caprice, hockeyeur sur glace italo-canadien.
  - Anthony Nunn, hockeyeur sur gazon britannique.
- 8 mai :
  - Chet Lemon, joueur de baseball américain.
  - Josaia Raisuqe, joueur de rugby à XV et à sept fidjien.
  - Kikuo Wada, lutteur japonais.
- 9 mai :
  - Dragan Labović, basketteur serbe.
  - Régent Lacoursière, nageur canadien.
- 11 mai : Wilberforce Mfum, footballeur ghanéen.
- 13 mai :
  - Murray Anderson, hockeyeur sur glace canadien.
  - Robson Mrombe, marathonien zimbabwéen.
  - Ramón de Pablo Marañón, footballeur espagnol.
  - Szvetiszláv Sasics, pentathlonien hongrois.
  - Teijiro Tanikawa, nageur japonais.
- 14 mai : Cornal Hendricks, joueur de rugby à XV et rugby à sept sud-africain.
- 15 mai :
  - Heidi Eisterlehner, joueuse de tennis allemande.
  - Emmanuel Kundé, footballeur camerounais.
  - Thierry Picard, joueur de rugby à XV français.
  - Natalya Shikolenko, athlète de lancers de javelot soviétique puis biélorusse.
- 16 mai : Damir Dokić, entraîneur de tennis yougoslave puis serbe.
- 19 mai :
  - Jonathan Paredes, coureur cycliste colombien.
  - Ignacio Rodríguez, footballeur mexicain.
- 20 mai :
  - Nino Benvenuti, boxeur italien.
  - Joan Harrison, nageuse sud-africaine.
  - Gadi Kinda, footballeur israélien.
  - Richard Mapuhi, joueur rugby à XV et entraîneur français.
- 23 mai : Pavel Chaloupka, footballeur tchécoslovaque puis tchèque.
- 24 mai :
  - Kiril Ivkov, footballeur bulgare.
  - Valeriy Lvov, boxeur soviétique puis russe.
- 26 mai :
  - Ibou Faye, athlète de haies sénégalais.
  - Waleed Mubarak, footballeur koweïtien.
- 27 mai : Juan Ramón Verón, footballeur argentin.
- 29 mai : Ludo Dierckxsens, coureur cycliste belge.
- 31 mai : Mike McCallum, boxeur jamaïcain.
- 1er juin :
  - Raymond Destin, entraîneur de football français.
  - Steve Wright, joueur de foot U.S américain.
- 2 juin :
  - Errol Bennett, footballeur français.
  - Henry Leppä, hockeyeur sur glace finlandais.
- 3 juin :
  - Cristian Brenna, grimpeur italien.
  - Jim Marshall, joueur de foot U.S américain.
  - Obisia Nwakpa, boxeur nigérian.
  - Osvaldinho, footballeur portugais.
- 6 juin : Scott Metcalfe, hockeyeur sur glace canadien.
- 7 juin : René Jourdan, athlète de fond français.
- 8 juin :
  - David Greenwood, basketteur américain.
  - Nina Kuscsik, athlète de fond américaine.
  - Uriah Rennie, arbitre de football jamaïcain-britannique.
  - Stu Wilson, joueur de rugby à XV néo-zélandais.
- 9 juin :
  - Tibor Kincses, judoka hongrois.
  - Marcel Sabou, footballeur roumain.
- 10 juin : Bernard Samson, footballeur français.
- 11 juin : Tetsuo Satō, volleyeur japonais.
- 12 juin : Zoltán Horváth, sabreur hongrois.
- 13 juin :
  - Juan Carlos Carone, footballeur argentin.
  - Herbert Poole, joueur et entraîneur de rugby à XIII australien.
  - Artur Santos, footballeur portugais.
- 14 juin :
  - Kate Delbarre-d'Oriola, fleurettiste française.
  - Vladimir Korotkov, joueur de tennis soviétique puis russe.
- 16 juin :
  - Jacques Gasc, joueur rugby à XV français.
  - Ernst Tippelt, footballeur allemand.
- 17 juin :
  - Giuseppe Gaspari, footballeur puis entraîneur italien.
  - Bernard Lacombe, footballeur puis dirigeant sportif international français.
  - Guido Tenesi, hockeyeur sur glace américain.
- 18 juin :
  - Guy Husson, athlète de lancers de marteau français.
  - Konstantin Kokora, patineur artistique et entraîneur soviétique puis russe.
  - Braulio Musso, footballeur chilien.
- 19 juin : António Morato, footballeur portugais.
- 20 juin :
  - Ian McLauchlan, joueur de rugby à XV écossais.
  - Mieczysław Młynarski, basketteur puis entraîneur polonais.
  - Pauli Nevala, athlète de lancers de javelot finlandais.
- 21 juin :
  - Denis Lathoud, handballeur français.
  - Umberto Pinardi, footballeur puis entraîneur italien.
- 22 juin : Franco Testa, coureur cycliste italien.
- 23 juin :
  - John Clark, footballeur écossais.
  - Gérard Lefranc, épéiste français.
- 24 juin : Djamel Chaïbi, footballeur algérien.
- 25 juin : Gerry Philbin, joueur de foot U.S. américain.
- 27 juin :
  - William Dellinger, athlète de demi-fond américain.
  - Ilona Silai, athlète de demi-fond roumaine.
- 28 juin :
  - Dave Parker, joueur de baseball américain.
  - Jacky Vergnes, footballeur français.
- 30 juin :
  - Ion Cernea, lutteur roumain.
  - Wanda dos Santos, athlète de sauts en hauteur et de haies brésilienne.
  - Lajos Sătmăreanu, footballeur roumain.
- 1er juillet :
  - Alex Delvecchio, hockeyeur sur glace canadien.
  - Rinus Israël, footballeur puis entraîneur néerlandais.
  - Michael Loewe, boxeur puis pilote automobile roumain.
- 2 juillet : Franck Verzy, athlète de sauts en hauteur français.
- 3 juillet :
  - Alain Douville, footballeur français.
  - Diogo Jota, footballeur portugais.
  - Jacques Marinelli, coureur cycliste français.
  - Peter Rufai, footballeur nigérian.
- 4 juillet : Bobby Jenks, joueur de baseball américain.
- 7 juillet :
  - Dieter Kuprella, basketteur puis entraîneur allemand.
  - Miguel Ángel López, footballeur argentin.
- 8 juillet : Christian Dorche, pilote de rallye français.
- 9 juillet :
  - Joe Coleman, joueur de baseball américain.
  - Frank Layden, basketteur puis entraîneur américain.
  - Ryan Reid, basketteur américano-jamaïcain.
- 10 juillet : Nicolas Dumont, coureur cycliste français.
- 13 juillet : Ilkka Mesikämmen, hockeyeur sur glace finlandais.
- 14 juillet : Fauja Singh, athlète amateur britannique.
- 15 juillet :
  - Audun Grønvold, skieur alpin et de skicross norvégien.
  - Raymond Stieber, footballeur français.
- 16 juillet :
  - Ahmed Faras, footballeur marocain.
  - Claude Teisseire, joueur de rugby à XIII français.
  - Wayne Thomas, hockeyeur sur glace canadien.
- 18 juillet :
  - Sergio Campana, footballeur italien.
  - Svatopluk Kvaizar, pilote de rallyes automobiles tchécoslovaque puis tchèque.
  - Hitomi Obara, lutteuse de libre japonaise.
  - Graylin Warner, basketteur américain.
  - Rex White, pilote américain de NASCAR.
- 20 juillet : José Maria Marin, footballeur, avocat, homme politique et dirigeant sportif brésilien.
- 21 juillet :
  - Crescencio Gutiérrez, footballeur mexicain.
  - Des van Jaarsveldt, joueur de rugby à XV sud-africain.
- 22 juillet : Joey Jones, footballeur gallois.
- 23 juillet :
  - Michelle Duff, pilote de Grand Prix de moto canadienne.
  - Maeve Kyle, athlète de sprint et de demi-fond ainsi que joueuse de hockey sur gazon irlandaise.
- 24 juillet :
  - Josef Černý, hockeyeur sur glace tchécoslovaque puis tchèque.
  - Julio César Cortés, footballeur puis entraîneur uruguayen.
- 25 juillet :
  - Herbert Pankau, footballeur est-allemand puis allemand.
  - Dwight Muhammad Qawi, boxeur américain.
- 26 juillet :
  - Evelio Droz, basketteur portricain.
  - Ray French, joueur de rugby à XV anglais.
  - Jean-Marie Sylla, footballeur guinéen.
- 28 juillet :
  - Laura Dahlmeier,  biathlète allemande.
  - Salvatore Gionta, poloïste italien.
  - Ryne Sandberg, joueur de baseball américain.
- 29 juillet : Jean-Pierre Egger, athlète de lancers de poids suisse.
- 31 juillet : Marlena Zagoni, rameuse roumaine.